# Gianfranco Cerboni
Gianfranco Cerboni, detto Gigetto (Vicenza, 12 maggio 1960), è un criminale italiano, esponente dell'organizzazione malavitosa romana Banda della Magliana, noto alle cronache per un suo presunto coinvolgimento nel caso Emanuela Orlandi.

## Biografia
Nato a Vicenza è vissuto sin da bambino a Roma. Nei primi anni settanta strinse rapporti con importanti esponenti della malavita romana, tra cui Ettore Maragnoli, Danilo Abbruciati e Andrea Buonpadre. Successivamente farà anche conoscenza con Enrico De Pedis, che lo introdurrà nella banda.  

### Il percorso nella Banda della Magliana
A partire dal 1981 si occupò prevalentemente di scippi e rapine, nella zona di Testaccio e nel quartiere Ostiense, spesso insieme a  Giorgio Paradisi.

### Il presunto coinvolgimento nel caso Emanuela Orlandi
Il coinvolgimento di Gianfranco Cerboni nella vicenda riguardante la scomparsa di Emanuela Orlandi, cittadina vaticana figlia di un commesso della Prefettura della Casa Pontificia, sparita in circostanze misteriose all'età di 15 anni il 22 giugno del 1983 a Roma, emerse nel 2018 dalle indagini della magistratura romana, in seguito alle dichiarazioni di Salvatore Sarnataro, padre di uno dei presunti rapitori, il quale rivelò che suo figlio, Marco Sarnataro, ucciso nel 2007, collaborò, insieme a Enrico De Pedis e all stesso Cerboni al sequestro. 

## Il processo
Nonostante questa testimonianza, Cerboni non venne condannato.